# Teatro San Benedetto
Il Teatro San Benedetto (o San Beneto) era un famoso teatro veneziano, attivo soprattutto nella seconda metà del XVIII secolo. Dalla sua apertura fin dopo la nascita della Fenice fu il teatro veneziano di riferimento per le rappresentazioni delle opere serie.

## Storia
Fu eretto nel 1755, su progetto dell'architetto Giovanni Francesco Costa, per volere della famiglia Grimani, che già aveva fondato diversi decenni prima il Teatro San Giovanni Grisostomo. Era infatti intento dei Grimani di sostituire il già celebre San Giovanni con un teatro di più piccole dimensioni: nacque così il San Benedetto, il quale subentrò come principale teatro veneziano, dove veniva messe in scena le opere serie. Fu inaugurato il 26 dicembre dell'anno seguente dall'opera Zoe di Gioacchino Cocchi.
Costruito grazie a un fondo di proprietà delle famiglie Venier e Tiepolo, il San Benedetto era distribuito su una pianta di forma pressoché circolare e un palcoscenico di notevoli dimensioni. Il 5 febbraio 1774 fu distrutto da incendio e subito dopo fatto ricostruire, su progetto di Pietro Checchia, con una pianta diversa, a ferro di cavallo, da una società di patrizi. Il San Benedetto mantenne alto il suo prestigio fino alla fine del secolo, quando venne aperto il Teatro La Fenice nel 1792, che lo sostituì nel ruolo di teatro principale. Nel frattempo, nel 1787, il teatro aveva cambiato nome in Venier e successivamente, nel 1810, fu ceduto a Giovanni Gallo che lo ribattezzò col nome della sua famiglia. 
Nel 1854 vi fu nuovamente rappresentata con successo La traviata di Giuseppe Verdi dopo il fiasco della prima rappresentazione alla Fenice l'anno precedente.
Nel 1868 prese il nome di teatro Rossini, in onore del celebre compositore. Nel novembre del 1895 il M° Antonino Palminteri, direttore d'orchestra nonché compositore, dirige al teatro Rossini di Venezia le opere La traviata e Rigoletto di Giuseppe Verdi e Lucia di Lammermoor di Gaetano Donizetti.
Nel secolo successivo il teatro fu trasformato in un cinema, il Cinema Rossini, ulteriormente modificato in multisala nel 2012 lasciando spazio anche ad un supermercato.

## Prime assolute
- Zoe di Gioacchino Cocchi, 1755
- L'Angelica di Francesco Brusa, 1756
- La Semiramide riconosciuta di Francesco Brusa, 1756
- Catone in Utica di Vincenzo Legrenzio Ciampi, 1756
- Adriano in Siria di Francesco Brusa, 1757
- Sesostri di Baldassare Galuppi, 1757
- Nitteti di Johann Adolf Hasse, 1758
- Gianguir di Vincenzo Legrenzio Ciampi, 1759
- La clemenza di Tito di Giuseppe Scarlatti, 1760
- Olimpiade di Gregorio Sciroli, 1760
- Artaserse di Gian Francesco de Majo, 1762
- Antigono di Baldassare Galuppi, 1762
- Alessandro Severo di Antonio Sacchini, 1763
- Merope di Gaetano Latilla, 1763
- Adriano in Siria di Pietro Alessandro Guglielmi, 1765
- Artaserse di Giuseppe Ponzo, 1766
- L'Olimpiade di Francesco Brusa, Pietro Alessandro Guglielmi e Antonio Gaetano Pampani, 1767
- Il re pastore di Pietro Alessandro Guglielmi, 1767
- Ezio di Ferdinando Bertoni, 1767
- Antigono di Gian Francesco de Majo, 1767
- Arsace di Carlo Franchi, 1768
- Il Demetrio di Antonio Gaetano Pampani, 1768
- Alessandro in Armenia di Giovanni Battista Borghi, 1768
- Demofoonte di Josef Mysliveček, 1769
- Alessandro Severo di Antonio Sacchini, 1769
- Ezio di Gian Francesco de Majo, 1769
- Cajo Mario di Pasquale Anfossi, 1770
- Didone abbandonata di Gian Francesco de Majo, 1770
- Vologeso di Giuseppe Colla, 1770
- Siroe di Giovanni Battista Borghi, 1771
- Adriano in Siria di Antonio Sacchini, 1771
- Il matrimonio per astuzia  di Andrea Luchesi, 1771
- Andromaca di Ferdinando Bertoni, 1771
- Artaserse di Vincenzo Manfredini, 1772
- Ezio di Giuseppe Gazzaniga, 1772
- Motezuma di Baldassare Galuppi, 1772
- Merope di Giacomo Insanguine, 1772
- Antigono di Pasquale Anfossi, 1773
- Solimano di Johann Gottlieb Naumann, 1773
- Ricimero di Giovanni Battista Borghi, 1773
- La villanella inconstante di Johann Gottlieb Naumann, 1773
- La clemenza di Tito di Josef Mysliveček, 1774
- Ipermestra di Johann Gottlieb Naumann, 1774
- Olimpiade di Pasquale Anfossi, 1774
- Demofoonte di Giovanni Paisiello, 1775
- Artaserse di Giovanni Battista Borghi, 1775
- Aristo e Temira di Ferdinando Bertoni, 1776
- Orfeo ed Euridice di Ferdinando Bertoni, 1776
- Antigona di Michele Mortellari, 1776
- Creonte di Dmytro Stepanovyč Bortnjans'kyj, 1776
- Telemaco ed Eurice nell'isola di Calipso di Ferdinando Bertoni, 1776
- Eumene di Giovanni Battista Borghi, 1777
- Caio Mario di Carlo Monza, 1777
- Alessandro nell'Indie di Luigi Marescalchi, 1778
- Vologeso re de' Parti di Giacomo Rust, 1778
- La Circe di Josef Mysliveček, 1779
- Adriano in Siria di Felice Alessandri, 1779
- Armida abbandonata di Ferdinando Bertoni, 1780
- Giulia Sabino di Giuseppe Sarti, 1781
- Cajo Mario di Ferdinando Bertoni, 1781
- Arbace di Giovanni Battista Borghi, 1782
- Artemisia di Giuseppe Callegari, 1782
- Zamira di Pasquale Anfossi, 1782
- Attalo, re di Bitinia di Giuseppe Sarti, 1782
- Piramo e Tisbe di Francesco Bianchi, 1783
- Eumene di Ferdinando Bertoni, 1783
- Osmane di Giuseppe Giordani, 1784
- Il disertore di Francesco Bianchi, 1784
- Ademira di Andrea Luchesi, 1784
- Ricimero di Niccolò Antonio Zingarelli, 1785
- Alessandro nell'Indie di Francesco Bianchi, 1785
- Alonso e Cora di Francesco Bianchi, 1786
- Circe di Giuseppe Gazzaniga, 1786
- Demofoonte di Alessio Prati, 1786
- L'orfano cinese di Francesco Bianchi, 1787
- Calto di Francesco Bianchi, 1788
- Agesilao, re di Sparta di Gaetano Andreozzi, 1788
- Arminio di Gaetano Andreozzi, 1788
- Arsace di Pietro Alessandro Guglielmi, 1788
- Rinaldo di Pietro Alessandro Guglielmi, 1789
- Zenobia di Palmira di Pasquale Anfossi, 1789
- Aspasia di Giuseppe Giordani, 1790
- Teodolinda di Francesco Gardi, 1790
- L'apoteosi d'Ercole di Angelo Tarchi, 1790
- Angelica e Medoro di Ferdinando Bertoni, 1791
- Catone in Utica di Peter Winter, 1791
- Seleuco, re di Siria di Francesco Bianchi, 1791
- Il sacrifizio di Creta, ossia Arianna e Teseo di Peter Winter, 1792
- Aci e Galatea di Francesco Bianchi, 1792
- Eugenia di Sebastiano Nasolini, 1792
- Dorval e Virginia di Angelo Tarchi, 1793
- Gl'innamorati di Sebastiano Nasolini e Vittorio Trento, 1793
- I fratelli rivali di Peter Winter, 1793
- Amore la vince di Sebastiano Nasolini, 1793
- Belisa, ossia La fedeltà riconosciuta di Peter Winter, 1794
- Oro non compra amore, ossia Il barone di Moscabianca di Luigi Caruso, 1794
- I raggiri fortunati di Sebastiano Nasolini, 1795
- La pupilla scaltra di Pietro Alessandro Guglielmi, 1795
- Merope di Sebastiano Nasolini, 1796
- Gl'Indiani di Sebastiano Nasolini, 1796
- Zaira di Sebastiano Nasolini, 1797
- Fernando nel Messico di Marcos António Portugal, 1798
- Adriano in Siria di Johann Simon Mayr, 1798
- Le tre orfanelle, o sia La scuola di musica di Marcello Bernardini, 1798
- Melinda di Sebastiano Nasolini, 1798
- Che originali! di Johann Simon Mayr, 1798
- Amor ingegnoso di Johann Simon Mayr, 1798
- L'ubbidienza per astuzia di Johann Simon Mayr, 1798
- Non irritar le donne, ossia Il chiamantesi filosofo di Marcos António Portugal, 1798
- Le quattro mogli di Gaetano Marinelli, 1799
- Il contravveleno di Francesco Gardi, 1799
- Bajazette di Gaetano Marinelli, 1799
- Labino e Carlotta di Johann Simon Mayr, 1799
- L'avaro di Johann Simon Mayr, 1799
- La pazza giornata, ovvero Il matrimonio di Figaro di Marcos António Portugal, 1799
- La testa riscaldata di Ferdinando Paër, 1800
- La sonnambula di Ferdinando Paër, 1800
- L'unione mal pensata di Andrea Basili, 1801
- Diritto e rovescio, ovvero Una della solite trasformazioni nel mondo di Francesco Gardi, 1801
- Adelaide e Tebaldo di Raffaele Orgitano, 1801
- Il convitato di Pietra di Francesco Gardi, 1802
- I castelli in aria, ossia Gli amanti per accidente di Johann Simon Mayr, 1802
- Guerra con tutti, ovvero Danari e ripieghi di Francesco Gardi, 1803
- Il fiore, ossia Il matrimonio per svenimento di Ferdinando Orlandi, 1803
- Pamela nubile di Pietro Generali, 1804
- Elisa, ossia Il monte San Bernardo di Johann Simon Mayr, 1804
- Un buco nella di porta di Francesco Gardi, 1804
- La donna selvaggia di Carlo Coccia, 1813
- L'italiana in Algeri di Gioachino Rossini, 1813
- Clotilde di Carlo Coccia, 1815
- Etelinda di Carlo Coccia, 1816
- Malvina di Nicola Vaccai, 1816
- L'ingenua di Giovanni Pacini, 1816
- Il lupo di Ostenda, ossia L'innocenza salvata dalla colpa di Nicola Vaccai, 1818
- La sposa fedele di Giovanni Pacini, 1819
- Eduardo e Cristina di Gioachino Rossini, 1819
- Il Ferramondo di Antonio Buzzolla, 1836
- Emma di Resburgo di Giacomo Meyerbeer, 1819
- Monsieur de Chalumeaux di Federico Ricci, 1835
- Ida della Torre di Alessandro Nini, 1837
- Mastino I della Scala di Antonio Buzzolla, 1841
- Crispino e la comare di Federico Ricci e Luigi Ricci, 1850
- I due ritratti di Luigi Ricci, 1850